# Aporophyla obscura
Aporophyla obscura là một loài bướm đêm trong họ Noctuidae.